# Ениджевардарци
Ениджевардарци или пазарени (единствено число ениджевардарец, ениджевардарка, пазаренин, пазаренка, на гръцки: Γιαννιτσώτες, янициотес) са жителите на град Енидже Вардар или Пазар (на гръцки Яница), Егейска Македония, Гърция. Това е списък на най-известните от тях.

## Родени в Енидже Вардар
А – Б – В – Г – Д —
Е – Ж – З – И – Й —
К – Л – М – Н – О —
П – Р – С – Т – У —
Ф – Х – Ц – Ч – Ш —
Щ – Ю – Я

### А
- Ататоник (р. 1964), епископ на Александрийската православна църква
- Агехъ (? – 1577/8), османски поет и писател
- Анна Мокрева (?), българска просветна деятелка и общественичка
- Ангел Петров (1883 – ?), български дипломат и публицист
- Антоние Попхристич (1871 – 1950), сръбски дипломат и просветен деец
- Ахмед Дервиш (1882 – 1932), турски генерал

### Б
- Борис Мокрев (1861 – 1933), български политик и кмет на Търново

- Божин Стаменитов (Емануил Стаматиадис, 1841 – 1924), български зограф

### Г
- Гариби, османски учен, поет и дервиш по времето на Сюлейман I[1]
- Георги Захаринчев (1884 – 1955), български търговец и деец на ВМОРО, починал в София[2]
- Георги Каяфов (1894 – ?), български общественик, деец на Солунския български клуб
- Георги Никезов (1915 – 1947), гръцки комунист, член на КПГ от 1943 година; след Споразумението от Варкиза е арестуван, осъден от военен съд на смърт и екзекутиран в 1947 година[3]
- Георги Попхристов (1879 – 1913), български революционер от ВМОРО
- Георги Харизанов (1872 – ?), български революционер от ВМОРО
- Георги Терзиев (1913 – 1947), гръцки комунист; роден в бедно семейство, баща му е арестуван още в 1913 година от гръцките власти и умира в Трикала, в 1943 година влиза в КПГ, в 1945 година става член на бюрото на Ениджевардарската партийна организация, през юли 1947 година е арестуван, осъден от военен съд на смърт и разстрелян[4]
- Георги Трайков (1857 – 1913), български свещеник, заточен от гръцките власти на Трикери, където умира през лятото на 1913 година[5]
- Георгиос Танос (1937 – 2013), гръцки лекар и политик
- Георгиос Хадзигеоргиу, (? – 1937), гръцки просветен деец[6]
- Гоце Хаджитраев (Куситрайков), четник при Апостол Петков, загинал в битка при Ениджевардарското езеро[7]
- Григор Гугушев, български революционер от ВМРО
- Григор Гьошев (1881 – ?), български просветен деец и революционер
- Григор Караиванов (1874 – ?), български учител
- Григор Мокрев, български учител и революционер
- Григор Николов (? – 1930), български революционер
- Григор Петров, български революционер от ВМОРО, починал в Несебър[8]
- Григор Попстанков (1879 – 1964), български учител и революционер
- Григор Фоцеларов (1872 – ?), български революционер от ВМОРО
- Гьорче Димчев (? – 1947), гръцки комунист, арестуван в 1947 година и разстрелян[9]

### Д
- Деруни, османски математик и поет[1]
- Димитриос Барлаутас (? – 1822), гръцки просветен деец
- Димитър Джутев (1878 – ?), български учител в града, сетне свещеник, спасил знамето на ениджевардарската чета в България
- Димитър Лешников (? – 1910), български революционер
- Димитър Муртов (1882 – след 1943), български революционер от ВМОРО
- Димитър Нанов (1910 – 1958), български художник
- Димитър Пожарлиев (1872 – ?), български просветен деец
- Димитър (Мите) Попставрев (1871 – ?), български революционер от ВМОРО
- Мите Чобанов (1869 – 1913), български революционер от ВМОРО
- Димитър Тъпков (1848 – 1899), български просветен деец
- Димитър Янев (1880 – ?), български общественик
- Диме Търтопов (? – 1912/1913), български просветен деец и революционер
- поп Димо (XIX век), български духовник и просветен деец
- Димос Пападимитриу (р. 1943), гръцки политик
- Дионисий Иванов Дионисиев – Дион (1908 – 1992), български художник, маринист
- Дионис Дала (1862 – 1913), български революционер
- Дионис Киркитов, български общественик и просветен деец
- Дионисий Ениджевардарски (1831 – ?), български духовник
- Дионисий Попстанков (1887 – ?), български химик
- Дионис Капитанов (1878 – след 1943), български революционер от ВМОРО
- Дионисиос Стаменитис (р. 1968), гръцки политик

### Е
- Екатерини Варела (1866 – 1906), гръцка революционерка
- Елисавет Варела (1890 – 1972), гръцка революционерка
- Елисавет Мистакиду (р. 1977), сребърна олимпийска медалистка по таекуон-до
- Ефи Ахциоглу (р. 1985), гръцка министърка на икономиката

### И
- Иван Константинов, български просветен деец
- Иван (Любишанов) Либишанов (1857 – ?), български предприемач и революционер
- Иван Мандалчев (1882 – ?), български революционер
- Иван Пальошев (1880 – ?), български революционер
- Иван Пожарлиев, (1868 – 1943), български офицер и революционер
- Иван Струмерлиев (1877 – ?), български революционер

### Й
- Йордана Слатникова (1924 – 1948), гръцка комунистка, в 1943 година става организаторка на ЕПОН в Постол, от 1944 година е войник на ЕЛАС, присъединява се към ДАГ и се сражава на Паяк, Каймакчалан, Вич, Грамос, многократно ранявана, загива в голямата битка на Грамос в 1948 година[11]
- Йосиф Кокончев, (1909 – 1995), български презвитериански духовник[12][13]

### К
- Каялъ (? – 1556), османски поет
- Кирил Шкутов, български кмет на Самотраки в периода 1941 – 1942 година
- Костадин Кулелиев, главен майстор на рибарския еснаф в града и куриер на Апостол Петков[14]
- Костадин Попстанков (Поп Кочо), гръцки, сетне български свещеник
- Коста Фотев Урумов (1920 – 1947), гръцки комунист, член на ОКНЕ от 1941 година, инструктор в Куфалово до Споразумението от Варкиза, след това член на Воденския районен комитет на ЕПОН и инструктор в Енидже Вардар, мобилизиран в 1945 година, арестуван за комунистическа пропаганда и разстрелян в 1947 година[15]
- Кочо Хаджигаев (1880 – ?), български революционер и общественик
- Кочо Хаджириндов (1883 – 1977), български общественик и федералист

### М
- Макарий Лампсакски (р. 1937), епископ на Вселенската патриаршия
- Макис Цитас (р. 1971), гръцки писател и литературен критик[16]
- Мария Капитанчева (1884 – ?) българска просветна деятелка, революционер от ВМОРО
- Миле Динев, български революционер от ВМОРО, четник на Щерьо Юнана[17]
- Манол Божков (1859 – 1910), лекар, общественик и фолклорист
- Михаил Божков (? – 1912), сръбски офицер, полковник
- Михаил Димитров (1848 – ?), български свещеник в града
- Михаил Каяфов (1872 – ?), български търговец и революционер от ВМОРО
- Михаил Кожухаров (1877 – ?), български революционер от ВМОРО
- Мицо Хаджитраев (1867 – ?), български революционер от ВМОРО

### Н
- Никола Клянтев, български революционер от ВМОРО, починал в Несебър[8]
- Никола Хаджииванов (1865 – ?), български предприемач и деец на ВМОРО
- Нонде (Паминонда) Хаджистоянов (? – 1906), български революционер от ВМОРО

### П
- Петър Гюпчанов (1869 – ?), български предприемач и революционер
- Петър Казов (1909 – ?), гръцки комунист, загинал в германски концентрационен лагер[18]
- Петър Хаджириндов (1879 – 1937), български учител и революционер

### С
- Селмани, османски поет и дервиш[1]
- Сидки, османски поет и съдия (кадия)[1]
- Сотирак Коджаманов (1885 – 1958), гръцки политик
- Сотир Коджоманов (1918 – 1944), гръцки комунист, възпитаник на Цотилската гимназия, където става комунист; участва в съпротивата на ЕЛАС и загива при Бубакево[19]
- Станко Попстанков (1884 – ?), български революционер от ВМОРО и ВМРО
- Стефан Деврелис (р. 1972), гръцки духовник, епископ на Вселенската патриаршия
- Стоян Мокрев, български униатски свещеник в Кукуш и Енидже Вардар

### Т
- Теофиле Тюфекчията, български революционер от ВМОРО
- Тоде Никезов (1881 – 1909), български революционер, четник от ВМОРО
- Тодор Дойчинов (1921 – 1947), гръцки партизанин и деец на НОФ
- Тодор Дойчинов – Морава (1919 – 1947), гръцки комунист[20]
- Тома Гърков (1888 – ?), български революционер
- Тома Николов Кронев (1887 – 1979), четник и куриер на ВМОРО[14]
- Тома Пожарлиев (1870 – 1938), български революционер
- Тома Попгонов (1878 – 1936), български духовник
- Тома Трайков (1911 – 1991), български революционер и политик
- Томас Мангриотис (1882 – 1944), гръцки политик
- Трайчо Христов (1880 – 1907), български революционер и учител
- Трифун Грековски (1893 – 1973), лекар, публицист и деец на НОВМ

### У
- Усули (? – 1538), османски Суфи поет и мистик[21]

### Х
- Христо (Льотов) Литовойчето (1867 – 1913), български революционер от ВМОРО
- Христо Мандалчев (Мандалче, ? – 1904), български просветен деец, предприемач и революционер
- Христо Пончанов – Чапоното (1849 – ?), български революционер от ВМОРО
- Христо Харизанов (1888 – 1965), български политик кмет на Несебър
- Христо Хаджикойчев (ок. 1882 – ?), български просветен деец и революционер от ВМОРО
- Хаяли (? – 1556), османски поет и дервиш[1]
- братята Хайрети и Синачак (Юсуф), османски поети[1]
- Хасан Сунахи, османски поет[1]
- Хариш Божков (1865 – 1948), български предприемач и революционер, деец на ВМОРО
- Хасан Хюсню Китапчъ (1886 – 1947), турски политик
- Христо Калайджиев (1886 – 1964), български революционер и политик
- Христо К. Христов, деец на Илинденската организация в Несебър[22]
- Христо Сърбинов (1882 – ?), български революционер от ВМОРО

### Я
- Якуб ага (XV век), османски спахия, баща на Хайредин Барбароса

## Починали в Енидже Вардар
- Атанас Икономов (Αθανάσιος Παπαδημητρίου, ? – 1906), гръцки андартски деец, агент от трети ред[23]
- Василиос Капсамбелис (1864 – 1912), гръцки военен и революционер
- Димитриос Полизопулос (1880 – 1912), гръцки революционер
- Димитър Лешников (? – 1910), български революционер
- Евренос бей (? – 1417), османски пълководец
- Екатерини Варела (1860 – 1904), гръцка революционерка
- Манол Божков (1859 – 1910), лекар, общественик и фолклорист
- Мирка Гинова (1923 – 1946), гръцка комунистическа партизанка, смятана за народен герой на Югославия
- Никандър Папайоану (1877 – 1966), гръцки духовник и революционер
- Тодор Чифтеов (1882 – ?), ренагат от ВМОРО, гръцки революционер
- Томас Мангриотис (1882 – 1944), гръцки политик
- Трайко Калайджиев (1860 – 1910), български свещеник и революционер
- Христо Мандалчев (Мандалче, ? – 1904), български просветен деец, предприемач и революционер
- Христос Прандунас (1873 – 1906), гръцки революционер
- Шейх Абдулах ил Илахи (? – 1491), османски мисионер и духовник от ордена Накшбенди[24]

## Свързани с Енидже Вардар
- Апостол войвода (1869 – 1911), български революционер от ВМОРО, главен войвода в Ениджевардарско
- Божана Димитрова (р. 1940), български радио-журналист
- Георги Дюлгеров (р. 1943), български режисьор, сценарист и продуцент
- Гоно Йотов (1880 – 1911), гъркомански андартски капитан
- Димитър Граматиков (Δημήτριος Γραμματικός), гръцки андартски деец, син на Павел Граматиков, агент от втори ред[23]
- Елени Ласкариду (Ελένη Λασκαρίδου), гръцка учителка в Енидже Вардар около 1900 година[25]
- Михайло Джорджевич (1851 – 1891), сръбски фотограф[26]
- Никола Шкутов, български духовник и председател на българската екзархийска църковната община в Енидже Вардар.
- Орудж Барбароса (1474 – 1518), османски адмирал, по произход от Енидже Вардар
- Пипи Кирици, гръцка комунистка, родена в Ениджевардарско, войник на ДАГ, сражавала се в битката за Гревена, на Грамос при Клефтис и Голио, загива при Кула-Главата[27]
- Сюлейман Нахифи бей, турски политик, каймакам на Енидже Вардар след 1900 година[28]
- Хайредин Барбароса (1499 – 1546), османски адмирал, по произход от Енидже Вардар
- Хасан Тахсин Узер (1877 – 1939), турски политик, каймакам на Енидже Вардар през 1900 година[29]

## Македоно-одрински опълченци от Енидже Вардар

### А
- Андрей Дионисиев, 22-годишен, четата на Никола Герасимов[30]
- Андон Траев, 20-годишен, овчар, неграмотен, нестроева рота на 3 солунска дружина, орден „За храброст“ IV степен[31]
- Атанас Георгиев Геошев, 20-годишен, работник хлебар, IV отделение, четата на Гоце Бардаров, 4 рота на 13 кукушка дружина[32]
- Атанас Петров Демирев (Демиров), 21-годишен, обущар, III отделение, четата на Гоце Бардаров, 4 рота на 14 воденска дружина[33]
- Атанас Генчев (Нацо Генчов), 30-годишен, градинар, четата на Иван Пальошев, четата на Ичко Димитров, 2 рота на 14 воденска дружина[34]

### Б
- Божин Иванов, 21-годишен, грънчар, четата на Гоце Бърдаров, 2 рота на 13 кукушка дружина[35]

### В
- Вангел Димитров, 21-годишен, рибар, 2 рота на 13 кукушка дружина[36]
- Вангел Перпелицов, 32-годишен, учител, VII клас, 2 рота на 2 скопска дружина[37]
- Вангел (Гели) Пожарлиев, 21-годишен, обущар, 1 отделна партизанска рота[38]

### Г
- Георги Попстанков, живущ в София, шивач, лазарет на МОО[39]
- Георги (Григор) Хаджигаев, 30-годишен, надничар, четата на Ичко Димитров, 1 рота на 15 щипска дружина[40]
- Георги Христов, 1 рота на 3 солунска дружина[41]
- Георги Чешмянов, 1 отделна партизанска рота[42]
- Глигор Фотов, 22-годишен, фурнаджия, четата на Гоце Бардаров[43]
- Григор Джаджев, 25-годишен, градинар, четата на Ичко Димитров, четата на Иван Пальошев[44]
- Григор Калъчов (Калачев, Калячов), 30-годишен, градинар, основно образование, нестроева рота на 14 воденска дружина[45]
- Григор (Глигор) Лазаров, 25-годишен, бакалин, основно образование, 1 рота на 14 воденска дружина[46]
- Григор Сиджимов, 23-годишен, градинар, четата на Ичко Димитров, четата на Иван Пальошев[47]
- Григор Христов, 22-годишен, грънчар, 2 рота на 13 кукушка дружина[48]
- Гоце Аргиров, 24-годишен, земеделец, неграмотен, четата на Ичко Димитров, четата на Иван Пальошев, 2 рота на 14 воденска дружина[49]
- Гоце Иванов, 1 отделна партизанска рота[50]
- Гоце Хаджишанов, 45-годишен, четата на Ичко Димитров[51]

### Д
- Делиш (Дениш) Андонов, 25-годишен, 2 рота на Лозенградската партизанска дружина, 3 рота на 5 одринска дружина[52]
- Димитър Дуванджиев, 40-годишен, предприемач, III клас, нестроева рота на 10 прилепска дружина[53]
- Димитър Костадинов, 26-годишен, земеделец, неграмотен, 1 рота на 3 солунска дружина, награден с орден „За храброст“, IV степен[54]
- Димитър Перпелицов, 33-годишен, четата на Лазар Делев[37]
- Димитър Попставрев, 18-годишен, железар, II клас, 4 нестроева рота на 3 солунска дружина, орден „За храброст“ IV степен[55]
- Димитър Христов, 26-годишен, четата на Никола Герасимов, Сборна партизанска рота на МОО[56]
- Дино Георгиев, 1 рота на 3 солунска дружина[57]

### И
- Иван Аврамов, 21-годишен, четата на Ичко Димитров[58]
- Иван Аврамчев, 21-годишен, ученик в V клас, четата на Иван Пальошев, 1 рота на 14 воденска дружина[59]
- Ив. Георгиев, 30-годишен, четата на Иван Пальошев, четата на Ичко Димитров[60]
- Иван Георгиев Сърбов (Сърбо), 36-годишен, рибар, I клас, 4 рота на 3 кукушка дружина, сборна партизанска рота на МОО[61]
- Иван Ташев, 32-годишен, обущар, неграмотен, четата на Ичко Димитров, четата на Иван Пальошев, 2 рота на 14 воденска дружина[62]
- Иван Хаджикостов, 28-годишен, учител, VII клас, четата на Иван Пальошев, четата на Ичко Димитров, нестроева рота на 14 воденска дружина[63]

### К
- Коста К. Иванов, 29-годишен, рудокопач, неграмотен, 3 рота на 10 прилепска дружина[64]
- Кръстьо (Кръсте) Димитров, 23-годишен, юрганджия въжар, I клас, 1 рота на 13 кукушка дружина, безследно изчезнал на 30 май 1913 г.[65]
- Кръстьо Д. Ставрев, 21-годишен, мутафчия, IV отделение, четата на Иван Пальошев[66]

### Н
- Никола Антонов, македоно-одрински опълченец, 33 (34)-годишен, учител, IV клас, четата на Иван Пальошев, четата на Ичко Димитров, 2 рота на 14 воденска дружина[67]

### М
- Мито Нушев, 25-годишен, работник, земеделец, неграмотен, четата на Иван Пальошев, 1 рота на 14 воденска дружина[68]
- Михаил Попставрев, 2 рота на 3 солунска дружина, ранен на 18 юни 1913 г.[55]
- Мицо Трайков, 47-годишен, четата на Ичко Димитров, 3 рота на 12 лозенградска дружина[69]

### П
- Петър Иванов Крушкин, 18-годишен, винар, IV отделение, четата на Иван Пальошев, Солунски доброволчески отряд, нестроева рота на 13 кукушка дружина[70]

### С
- Сотир Арабаджиев, 20-годишен, земеделец, неграмотен, 14 воденска дружина[49]
- Ставро Герасимов, 19-годишен, четата на Никола Герасимов[71]
- Стефан (Стефо) Христов, четата на Гоце Бардаров, 4 нестроева рота на 15 щипска дружина[72]

### Т
- Теохар Иванов, 1 рота на 10 прилепска дружина[73]
- Тома Дионишев, 22-годишен, бакалин с основно образование, 1 рота на 14 воденска дружина[30]
- Тома (Томо) Иванов Дураков, 21 или 30-годишен, касапин, II клас, 1 отделна партизанска рота, 1 рота на 13 кукушка дружина, 1 рота на 3 солунска дружина, сборна партизанска рота на МОО[74]
- Тома Льоков, 32-годишен, 1 дебърска дружина, инженерно-техническа част към МОО[75]
- Тома Николов, 21-годишен, бакалин, IV отделение, четата на Иван Пальошев, четата на Крум Пчелински[76]
- Тома Тушеянов, 40-годишен, четата на Лазар Делев, Сборна партизанска рота на МОО[77]
- Трайко (Тройо) Атанасов, орач, ІІІ клас, 2 рота на 3 солунска дружина[78]
- Тръпко Арсов, 25-годишен, дърводелец с основно образование, 12 лозенградска дружина[79]
- Тодор (Тоне) Николов Кронев, 20-годишен, македоно-одрински опълченец, в четата на Крум Пчелински, четата на Никола Герасимов и нестроева рота на 14 кукушка дружина[80] Носител на орден „За храброст“ IV степен от Първата световна война.[80][81]
- Туше Палапуцев, 20-годишен, земеделец, основно образование, 2 рота на 14 воденска дружина[82]
- Туши Талампуцов (Толумпуцов), 20-годишен, надничар, четата на Иван Пальошев, четата на Ичко Димитров[83]

### Ф
- Филип Костадинов, нестроева рота на 2 скопска дружина[84]
- Филип Костадинов, 35-годишен, сладкар, неграмотен, 2 рота на 10 прилепска дружина[84]

### Х
- Хараламби Григоров (Глигоров), 19-годишен, бояджия, IV отделение, Солунски доброволчески отряд на Гоце Бардаров, 4 рота на 15 щипска дружина[85]
- Христо Дайлеров, 30-годишен, учител, IV клас, четата на Иван Пальошев[86]
- Христо Димитров, 21-годишен, земеделец, IV отделение, 4 рота на 9 велешка дружина[87]
- Христо Т. Пожарлиев, 26-годишен, III клас, четата на Лазар Делев, четата на Иван Пальошев, 3 рота на 13 кукушка дружина[38]
- Христо Попилиев, 26-годишен, готвач, грамотен, четата на Крум Пчелински[88]
- Христо Царчев, 28-годишен, 1 отделна партизанска рота, сборна партизанска рота на МОО, убит на 9 юли 1913 г.[89]

## Дейци на гръцката въоръжена пропаганда в Македония от Енидже Вардар

### А
- Андон Липида (Антониос Лепидас), гръцки андартски деец, агент от трети ред, ранен тежко в Гюпчево[90][6]
- Антон Касапов (? – 1904), деец на гръцката пропаганда[6]
- Аргириос Папаргириу (Αργύριος Παπαργυρίου), гръцки свещеник и андартски деец, агент от трети ред[23][6]
- Аристид Дуванджиев (Αριστείδης Δοβαντζής), гръцки андартски деец, агент от трети ред, убит на 18 април 1908 година по пътя за Воден от български комити[6][23]
- Атанасиос Карамфилис (Αθανάσιος Καραφίλης), гръцки андартски деец, агент от трети ред, убит от българска чета при завръщането си от Солун[23][6]
- Атанасиос Пападимитриу, гръцки андартски деец, агент от трети ред[6]
- Атанас Липида (Αθανάσιος Λεπίδας), гръцки андартски деец, агент от трети ред[23][6]
- Атанас Икономов (Αθανάσιος Παπαδημητρίου, ? – 1906), гръцки андартски деец, агент от трети ред[23]
- Атанасиос Цакмакис (Αθανάσιος Τσακμάκης), гръцки андартски деец, агент от трети ред[23][6]

### В
- Васил Йотов (Βασίλειος Γιώτας), гръцки андартски деец, агент от трети ред[23][6]

### Г
- Георги Дойчинов (Георгиос Дойцинис), член на гръцката община в града между 1902 и 1904 година[6]
- Георги Митов, гръцки лекар и гръцки агент, завършил медицина в Атина, лекувал гръцките четници в Ениджевардарското блато, брат на Христо Митов[6]
- Георгиос Зографу (Γεώργιος Ζωγράφου), гръцки андартски деец, агент от трети ред[23][6]
- Георгиос Карафилис (Γεώργιος Καραφύλλης), гръцки андартски деец, агент от трети ред, четник при Константинос Гарефис, арестуван по-късно от турските власти[23][6]
- Георгиос Ревутиадис (Γεώργιος Ρεβυθιάδης), гръцки андартски деец, агент от трети ред[23][6]
- Георгиос Цакмакис (Γεώργιος Τσακμάκης), гръцки андартски деец, агент от трети ред[23][6]
- Георгиос Хадзитеодору (Γεώργιος Χατζηθεοδώρου), гръцки андартски деец, агент от трети ред[23][6]
- Григориос Лякис (Γρηγόριος Λιάκης), гръцки андартски деец, агент от трети ред[23][6]
- Григориос Папастойчис (Γρηγόριος Παπαστο'ϊτσης), гръцки андартски деец, агент от трети ред[23][6]

### Д
- Димитриос Йоанидис или Льоусис (Δημήτριος Ιωαννίδης ή Λιούσης), гръцки андартски деец, агент от трети ред[23][6]
- Димитриос Касапис (Δημήτριος Κασάπης), гръцки андартски деец, агент от трети ред[23][6]
- Димитриос Пападопулос (Δημήτριος Παπαδόπουλος), гръцки андартски деец, агент от втори ред[23][6]
- Димитриос Самоладас (Δημήτριος Σαμολαδάς), гръцки андартски деец, убит на 12 декември 1904 година от ВМОРО[6]
- Димитриос Хадзигеоргиу (Δημήτριος Χατζηγεωργίου), гръцки андартски деец, агент от трети ред[23][6]
- Димитър Икономов (Παπα-Δημήτρης Οικονόμου, ? – 1909), гръцки андартски деец, агент от трети ред[23][6]
- Димитър Коджаманов, деец на гръцката община и пропаганда в града[6]
- Димитър Лепида (Димитриос Липидас), гръцки андартски деец, агент от трети ред[6]
- Димитър Ляпчев (Δημήτριος Λιάπτσης), гръцки андартски деец, агент от трети ред[23]
- Димитър Плакатуров (Δημήτριος Πλακατούρας), гръцки андартски деец[6]
- Димостенис Вафопулос (Δημοσθένης Βαφόπουλος), гръцки андартски деец, агент от трети ред[23][6]
- Дионис Йотов (Διονύσιος Γιώτας), гръцки андартски деец, агент от трети ред[23][6]
- Дионис Икономов, гръцки андартски деец[6]
- Дионис Чакмаков (Διονύσιος Τσακμάκης, 1872 – 1905), гръцки андартски деец, убит от ВМОРО[6]

### Е
- Евангелос Илидис (Ευάγγελος Ιλίδης), гръцки андартски деец, агент от втори ред, участва в много битки и печели слава сред местното гъркоманско население[23][6]
- Евангелос Кодзаманис (Ευάγγελος Γκοτζαμάνης), гръцки андартски деец, агент от втори ред[23][6]

### Й
- Йоанис Ингелизис или Янис Инглидзис (Ιωάννης Ιγγελίζης), гръцки андартски деец, десетар в четата на Гоно Йотов и куриер[6][23][91]

### К
- Константинос Вудруслис, братовчед на Гоно Йотов и гръцки андартски деец[6]
- Константинос Царас (Κωνσταντίνος Τζάρας), гръцки андартски деец, агент от трети ред, участва в Балканските войни[23][6]
- Константинос Пецивас (Κωνσταντίνος Πετσίβας), гръцки андартски деец, агент от трети ред, връзка с центъра в Солун[23][6]
- Костадин Йотов (Κωνσταντίνος Γιώτας), гръцки андартски деец, четник[23][6]
- Кямил Гекас (Κιαμίλ Γκέκας), гръцки андартски деец, агент от трети ред[23][6]

### М
- Михаил Варелас (Μιχαήλ Βαρελάς), гръцки андартски деец, агент от трети ред, действал в района на Ениджевардарското езеро[23][6]
- Михаил Карамфилис (Μιχαήλ Καραμφύλης), гръцки андартски деец, агент от трети ред, подпомагал Гоно Йотов и Минопулос[23][6]

### Н
- Николаос Петрусис (Νικόλαος Πετρούσης), гръцки андартски деец, агент от втори ред, връзка на главния център в Солун с местната организация[23][6]
- Николаос Стефанос (Νικόλαος Στεφάνου), гръцки старейшина, борец срещу Унията и Екзархията в града, починал през 1905 година[6]
- Николай Хаджидимитров (Νικόλαος Χατζηδημητρίου), гръцки андартски деец, агент от трети ред[23][6]

### П
- Петрос Мингас (Πέτρος Μίγγας, 1878 – ?), шивач и деец на гръцката пропаганда[6]
- Петър Дуванджиев, деец на гръцката община и пропаганда в Енидже Вардар[6]
- Петър Коджаманов, ръководител на гръцката община и деец на гръцката пропаганда в града, баща на Сотирак Коджаманов[6]

### С
- Сотириос Зографос (Σωτήριος Ζωγράφος), гръцки андартски деец, агент от трети ред, връзка между Гоно Йотов и гръцкия офицер и лекар, директор на гръцкото начално училище в града, Сфетцос[23][6]
- Ставрос Ляпчев (Σταύρος Λιάπτσης), гръцки андартски деец, четник[23][6]
- Ставри Миндзурис или Миджуров, гръцки андартски деец[6]

### Т
- Танас (Атанас) Унгарджиев или Органджиев (Θανάσης Οργαντζής, 1848 – 1906), гъркомански андартски деец[91][6], убит от дейци на ВМОРО в града[92]
- Темистоклис Мангос, четник в Ениджевардарското езеро[6]
- Теофанис Пападимитриу (Θεοφάνης Παπαδημητρίου), гръцки андартски деец, агент от трети ред[23][6]
- Томас Ревутиадис (Θωμάς Ρεβυθιάδης), гръцки андартски деец, агент от трети ред[23][6]
- Тома Липида (Томас Липидис), гръцки андартски деец, четник при Христо Папилидис, убит от ВМОРО на 12 май 1905 година[6]
- Трифон Икономов (Τρύφων Οικονόμου, 1876 - ?), завършва гръцка гимназия и преподава в родния си град, където съдейства на андартите Гоно Йотов и Никифорос, по-късно е прехвърлен в Струмица[6]
- Трифон Мутонас (Τρύφων Μυτώνας), гръцки андартски деец, агент от трети ред[23][6]

### Х
- Христо Даскалов (? – 1907), гръцки андарт
- Христос Пападимитриу или Фотинос (Χρήστος Παπαδημητρίου ή Φωτεινός), гръцки андартски деец, агент от трети ред[23][6]
- Христо Папилидис, гръцки андартски деец, агент от втори ред[6]
- Христо Хаджидимитров (Χρήστος Χατζηδημητρίου), гръцки андартски деец, агент от трети ред[23][6]

### Я
- Яни Карабатаков (Янис Карабатакис, 1848 – 1906), гръцки андартски деец, заклан от ВМОРО заедно с Калиопи Папастамку[6]